# ناموس
ناموس از مفاهیم و ارزش‌ها در نظام اخلاقی افلاطونی و حاکم بر کشورهای اسلامی خاورمیانه به خصوص ایران است.ریشه‌ی این واژه از  لغت یونانی ‌"نوموس" به معنی قانون و هنجار گرفته شده است. این اصطلاح بیشتر در جوامع سنتی و اسلامی که دربارهٔ جنسیت و رفتار و روابط درون خانواده غیرت دارند، استفاده می‌شود. در فرهنگ های آسیایی به ویژه در منطقه‌ی خاورمیانه)(، حفاظت از ناموس افتخار به‌شمار می‌آید.
در اسلام و فرهنگ ایرانی:
در اسلام و ایرانی، "ناموس" به معنای آبرو و حیثیت خانواده و جامعه است، و "غیرت" به معنای احساس مسئولیت و محافظت از ناموس، خانواده و ارزش‌ها می‌باشد. غیرت در این زمینه به عنوان یک فضیلت اخلاقی تلقی می‌شود که فرد را به دفاع از عزت و حرمت دیگران ترغیب می‌کند.